# Stefan Pachnowski
Stefan Pachnowski (ur. 30 czerwca 1892 w Piaskach k. Kutna, zm. 1 lutego 1943 w KL Auschwitz) – polski prawnik, działacz samorządowy i społeczny, prezydent Włocławka.

## Życiorys
Syn Antoniego i Magdaleny. W 1912 ukończył szkołę handlową w Łodzi, w 1925 wydział prawa na Uniwersytecie Józefa Piłsudskiego oraz w 1928 kursy samorządowe w Warszawie.
W latach 1916–1918 należał do Polskiej Organizacji Wojskowej w Kutnie. 11 listopada 1918 brał udział w przejmowaniu władzy w Kutnie od Niemców, został wybrany zastępcą starosty Stanisława Chrzanowskiego. W latach 1926–1933 sprawował funkcję prezydenta Włocławka, początkowo jako zarządca komisaryczny, potem z wyboru. W czasie prezydentury zmagał się z problemami straży pożarnej, w tamtych czasach bardzo niestabilnej, oraz bezrobociem poszerzającym się w tamtych latach. Był przewodniczącym Komitetu Budowy Kujawskiej Elektrowni Okręgowej we Włocławku. W latach 1927–1935 członek Związku Miast Polskich, od 1927 zasiadał w Zarządzie i Komitecie Wykonawczym Związku.
W latach 30. XX w. był także dyrektorem wojewódzkiego biura Funduszu Pracy w Nowogródku, członkiem zarządu Związku Synarchicznego, współorganizatorem Polskiej Partii Radykalnej, współzałożycielem i redaktorem „Nowych Dróg” i „Nakazu Dnia”. Współpracował z „Kurierem Porannym”, w którym publikował artykuły. Wszedł także do zarządu Polskiej Wytwórni Filmowej EOS sp. z o.o.
Transportem 18 listopada 1942 przewieziony z Warszawy do obozu koncentracyjnego Auschwitz, gdzie 1 lutego 1943 zginął.
Od 21 kwietnia 1920 mąż Zofii z Piórkowskich, z którą miał córkę Hannę, zamężną Wałkówską (1921–2013), profesora filologii orientalnych we Wrocławiu, i syna Andrzej (1926–1944), żołnierza Armii Krajowej, poległego w powstaniu warszawskim.

## Ordery i odznaczenia
- Krzyż Oficerski Orderu Odrodzenia Polski (10 listopada 1928)[4]
- Złoty Krzyż Zasługi (11 listopada 1937)[5]